# 共产主义受害者纪念雕像 (华盛顿)
共产主义受害者纪念雕像（英語：Victims of Communism Memorial）位於美國華盛頓哥倫比亞特區，座落於麻薩諸塞大道及新澤西大道附近的G街西北角。2005年11月，美國國家首都規劃委員會批准該紀念碑的設計，該設計乃仿製自1989年中國八九民運中，由學生建造的民主女神像（原作在軍隊鎮壓平民時用坦克輾過倒塌），標明是為了「紀念超過一億名共產主義之下的受害者們」，「不容列寧、史達林、毛澤東、波爾布特、胡志明、金日成、門格斯圖和卡斯楚的暴行淡出歷史背景之中」。该纪念碑于2007年6月12日落成，美国总统小布希在落成典礼上发表讲话。當日同時也是已故總統罗纳德·里根在柏林圍牆前發表《拆掉這堵牆》（Tear down this wall）講話20週年。

## 背景
1993年，美國眾議院議員Dana Rohrabacher、參議院議員Claiborne Pell及Jesse Helms提出的興建紀念碑議案（H. R. 3000），於12月17日獲得一致通過，並由總統比爾·克林頓簽字，成為《公共法》第905條第103-199節。由於紀念碑需延期成立，因此於1998年10月21日根據《公共法》第326條第105-277節，把工程順延至2007年12月17日以前。
紀念碑成立的目的，是要「把共产主義暴政的歷史教育下一代」，基金會於計劃第一階段需籌集資金及指導，最终籌得825,000美元。紀念碑奠基儀式已於2006年9月27日完成，當日有100多人參加。
該紀念碑的落成也引起中国当局的不滿，中国外交部發言人秦剛聲稱這是「出於冷戰思維和政治需要，挑動意識形態、社會制度對立」。

## 揭幕儀式

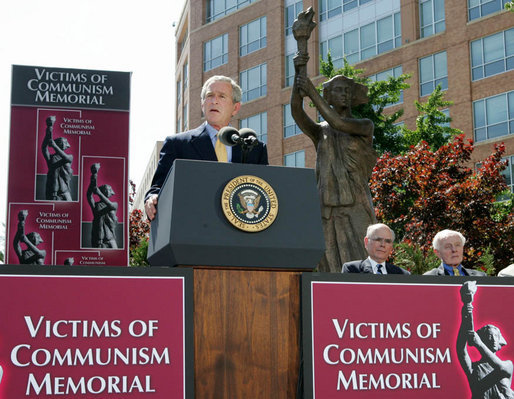
美國總統喬治·W·布什在揭幕式上的讲话

2007年6月12日，共产主义受害者纪念雕像正式揭幕。揭幕儀式上邀請了很多遭受共產黨政權迫害的人士作為嘉賓，例如越南詩人阮志天、美國籍反中共社會活動家吳弘達和立陶宛反蘇人士妮约莱·萨杜奈特修女。
小布什總統在揭幕儀式上的演講中這樣形容受難者：
|  | 这些牺牲者的幽灵常徘徊在历史当中——在他们背后，还有数百万或更多的籍籍无名的人死于共产主义的毒手。他们有在斯大林的大饥荒中活活饿死的无辜的乌克兰人，有死于斯大林清洗的俄国人，有将全部家当装上牛车背井离乡被流放到北极这一苏联共产主义死亡集中营的立陶宛人、拉脫维亚人和爱沙尼亚人。有在大跃进和文化大革命中无辜受害的中国人。有在波尔布特的杀戮战场中被屠杀的柬埔寨人，有为了投奔自由试图挖掘柏林圍墙而被射杀的东德人，有在卡廷森林被屠杀的波兰人，有在「红色恐怖」中被屠杀的埃塞俄比亚人，有在尼加拉瓜桑地诺独裁政权中被谋杀的摩斯基多印地安人，有为逃离暴政而溺死在海上的古巴人。我们从来都不知道那些死难者的人的名字，但在这个神圣的地方，无名的共产主义受难者的名字将被祭献于历史，永远被铭记。 |

小布什總統接著將恐怖主義、激進主義一齊列為美國今日必須要面對的敵人：
|  | 那些袭击我们国家的恐怖分子和激进分子都是冷血的意识形态的追随者，他们鄙视自由，压制异己，野心勃勃，谋求建立极权统治。同共产党一样，我们新的敌人相信，可以通过滥杀无辜来实现他们激进的目标。同共产党一样，我们新的敌人对自由人民不屑一顾，声称我们这些享有自由的人是懦弱的，声称我们缺乏捍卫自由生活方式的决心。同共产党一样，那些暴力的伊斯蘭法西斯主義的追随者注定要灭亡！ |

## 外部連結
- 共產主義受害者紀念基金會 （页面存档备份，存于） （英文）
- Google Maps街景视图
- 新華網：所谓“共产政权受害者纪念碑”在美落成 中方提出严正交涉 （页面存档备份，存于）

38°53′54.56″N 77°0′43.39″W / 38.8984889°N 77.0120528°W